# 郑性之
郑性之（1172年—1255年），字信之，初名自诚，因避宋理宗讳而改名性之，号毅斋，福州侯官县人，一说为闽清人、长乐人，南宋状元、政治人物。

## 生平
郑性之于1172年生于福州侯官县，另有说法称其为闽清人或长乐人。他是朱熹的学生，南宋嘉定元年（1208年）状元，官承事郎，历签书奉国军节度判官。嘉定六年（1213年）三月入京并受宋宁宗重视，升为秘书省正字、迁秘书郎。1216年兼尚书右郎官，又召任侍左郎官，1220年任国史馆编修，转将作监，1223年任修文殿修撰，知赣州，在赣州任内平定军人叛变。1224年宋理宗继位后，他任集英殿修撰，知隆兴府。1227年（宝庆三年）三月，升任宝章阁待制、江西安抚使，但他称病推辞，遂提举玉隆万寿宫。1233年（绍定六年）宋理宗亲政后，他担任敷文阁待制，知建宁府，1234年（端平元年）被召为吏部侍郎，后又升为左谏议大夫兼侍读，不久再升为端明殿学士。1236年（端平三年），他就任参知政事，同知枢密院事。1237年（嘉熙元年）郑性之辞去丞相职务，又力辞资政殿大学士、绍兴知府、浙东安抚使的职务，于是提举至临安洞霄宫，加观文殿学士致仕。

## 身后
死后追赠少傅，谥“文定”。

## 著作
传世的著作有《端平奏议》、《宋编年备要》。

## 故居
郑性之家居福州十几年，其故居旧为耆德魁辅坊，在今天福州三坊七巷的吉庇路。

## 延伸阅读
[在维基数据编辑]
 《宋史·卷419》，出自脱脱《宋史》